# Період п'яти династій і десяти держав
П'ять династій і десять царств (кит. 五代 十 國, піньінь Wǔdài Shíguó, 907—960) — епоха політичних переворотів в Китаї, що почалася з повалення династії Тан і закінчилася встановленням династії Сун. За цей час на півночі країни швидко змінилися п'ять династій, і було засновано більше 12 незалежних царств, переважно на півдні. Однак традиція називає тільки десять державних утворень, звідси і назва періоду «Десяти царств». Деякі історики, наприклад Бо Ян, налічують 11 царств, включаючи Янь і Ци, але виключаючи Північну Хань, яку вони вважають просто продовженням Пізньої Хань.
П'ять династій:
- Пізня Лян (5 червня 907—923)
- Пізня Тан (923—936)
- Пізня Цзінь (936—947)
- Пізня Хань (947—950 або 979, в залежності від того, чи вважати Північну Хань частиною династії)
- Пізня Чжоу (951—960)

Десять царств:
- У
- У Юе
- Мінь
- Чу
- Південна Хань
- Рання Шу
- Пізня Шу
- Цзіннань
- Південна Тан
- Північна Хань

Інші режими:
- Янь
- Ци
- Ченьде (також відоме як Чжао)
- Іу
- Діннань
- Упінське намісництво
- Цін'юань цзєдуши
- Інь
- Ганьчжоу
- Шачжоу
- Лянчжоу

## Передісторія
В кінці царювання династії Тан імперський уряд надав широкі повноваження цзєдуши — регіональним військовим губернаторам. Повстання Хуан Чао підірвало влада центрального уряду, і до початку X століття цзєдуши стали фактично незалежними від центру. Результатом цієї політики і став період П'яти династій і десяти царств.
Список найбільш значних цзєдуши:
Північний Китай
- Чжу Вень в Бяньчжоу (нині Кайфен, провінція Хенань), предтеча династії Пізня Лян
- Чи Кеюн і Чи Цуньсюй в Тайюані (провінція Шаньсі), предтечі династії Пізня Тан
- Лю Женьгун і Лю Шоугуан в Ючжоу (нині Пекін), предтечі царства Янь
- Чи Маочжень в Фенсянь (провінція Шеньсі), предтеча царства Ци
- Ло Шаовей в Вейбо (нині Дамін, провінція Хебей)
- Ван Жун в Чженьчжоу (нині Чжендін, провінція Хебей)
- Ван Чучжи в Дінчжоу (нині Дін, провінція Хебей)

Південний Китай
- Ян Сінмое в Янчжоу (провінція Цзянсу), предтеча царства У
- Цянь Лю в Ханчжоу (провінція Чжецзян), предтеча царства У Юе
- Ма Інь в Таньчжоу (нині Чанша, провінція Хунань), предтеча царства Чу
- Ван Шеньчжу в Фучжоу (провінція Фуцзянь), предтеча царства Мінь
- Лю Інь в Гуанчжоу (провінція Гуандун), предтеча царства Південна Хань
- Ван Цзянь в Ченду (провінція Сичуань), предтеча царства Рання Шу

## Північний Китай

### Пізня Лян
В останні роки правління династії Тан, Чжу Вень був фактичним військовим диктатором в Північному Китаї. Почавши свою кар'єру участю в повстанської армії Хуан Чао, він надалі перейшов на бік імперії і зіграв ключову роль у придушенні повстання. За ці заслуги Чжу Вень отримав титул цзєдуши Сюаньу. Протягом декількох років він зосередив у своїх руках велику владу, знищивши сусідніх військових правителів і ініціювавши перенесення столиці в Лоян (в нинішньої провінції Хенань), що знаходився в зоні його контролю. У 904 р Чжу Вень стратив імператора Чжао-цзуна і звів на трон його 13-річного сина, який став маріонеткою в його руках. Три роки по тому Чжу Вень примусив юного імператора до зречення в свою користь і незабаром наказав його вбити, проголосивши себе імператором Пізньої Лян.
У 913 році Чжу Вень був убитий власним сином Чжу Югуем, якого, в свою чергу, рік по тому скинув інший його син, Чжу Чжень (або Ючжень). Царювання Чжу Чжен пройшло в боротьбі з тюрками-шато під проводом Лі Цуньсюя. У 923 році Лі Цуньсюй проголосив заснування династії Пізня Тан і в тому ж році розбив Пізню Лян і зайняв її столицю Кайфин. Чжу Чжень наклав на себе руки.

### Пізня Тан
У роки правління династії Лян змагалися між собою полководці стали фактично незалежними правителями своїх провінцій, мало рахуючись з владою імператора. На півночі Китаю за владу боролися Лі Цуньсюй і Лю Шоугуан; успіх був на боці Лі Цуньсюю. У 915 році йому вдалося перемогти Лю Шоугуан (який з 911 року був імператором самопроголошеної імперії Янь), а в 923 році Лі Цуньсюй, в свою чергу, проголосив себе імператором і протягом наступних місяців знищив імперію Пізня Лян. Так було покладено початок династії Пізня Тан, першою з трьох династій, заснованої тюрками-шато. Об'єднавши під своєю владою більшу частину Північного Китаю, Лі Цуньсюй в 925 році завоював також Ранню Шу — царство, що займало територію провінції Сичуань.

### Пізня Цзінь
Династія Пізня Тан пережила кілька відносно спокійних років, але незабаром знову почалися заколоти. У 934 році Сичуань повернула собі незалежність (царство Пізня Шу). У 936 році ще один тюрків-шато, Ши Цзінтао, цзєдуши Тайюань, за підтримки киданської імперії Ляо підняв повстання проти Пізньої Тан. В якості компенсації за підтримку, Ши Цзінтао пообіцяв киданям щорічну данину і 16 округів в районі Ююнь (північ нинішньої провінції Хебей і Пекін). Повстання було успішним; Ши Цзінтао став імператором Пізньої Цзінь в тому ж році.
Незабаром після заснування династії кидани спробували за допомогою імператора заволодіти територією внутрішнього Китаю. У 943 році вони оголосили війну Пізньої Цзінь і через три роки оволоділи її столицею Кайфине, що і призвело до падіння династії. Але, захопивши великі області Китаю, кидани не змогли або не захотіли приєднати їх до своєї імперії, і пішли звідти в наступному році.

### Пізня Хань
Скориставшись моментом безвладдя, цзєдуши Лю Чжиюань вступив в покинуту столицю в 947 році і проголосив заснування династії Пізня Хань, яка стала третьою в ряду послідовних династій тюрків-шато. Ця династія виявилася недовговічною; після перевороту воєначальника Го Вея в 951 році влада повернулася до етнічних китайців, в особі династії Пізня Чжоу. Однак Лю Чун, представник імператорського дому Пізньої Хань, заснував в Тайюані царство Північна Хань і закликав кидання на допомогу в боротьбі з Пізньої Чжоу.

### Пізня Чжоу
Після смерті Го Вея в 951 році його прийомний син Чай Жун успадкував трон і почав політику розширення і об'єднання країни. У 954 році його війська розгромили з'єднані сили кидання і Північної Хань, відбивши їх спроби знищити Пізню Чжоу. В період 956—958 роках армія Пізньої Чжоу захопила значну частину території Південної Тан, найзначнішого царства Південного Китаю, яка після поразки була змушена поступитися всі володіння на північ від Янцзи. У 959 році Чай Жун напав на кіданську імперію, намагаючись повернути території, відступлені при Пізньої Цзінь. Він здобув ряд перемог, але помер від хвороби.
У 960 році воєначальник Чжао Куан'їнь здійснив державний переворот і сам зайняв трон, заснувавши династію Сун. На цьому офіційно закінчився період П'яти династій і десяти царств. Протягом двох наступних десятиліть Чжао Куан'їнь і його наступник Чжао Куан'ї перемогли залишалися на території Китаю незалежні держави, завоювавши Північну Хань в 979 році і завершивши об'єднання Китаю до 982 році.

### Північна Хань
Північна Хань, офіційно включається в число Десяти царств, займала територію Шаньсі — традиційного оплоту тюрків-шато. Вона була заснована після ліквідації китайської династією Пізня Чжоу останньої з трьох династій тюрків-шато — Пізньої Хань. Під захистом могутньої киданськой династії Ляо Північна Хань зберігала номінальну незалежність від Сун до 979 року.

## Південний Китай: Десять царств
На відміну від династій Північного Китаю, швидко змінювали один одного на одній і тій же території, держави Південного Китаю, як правило, існували одночасно, кожне контролювало певний географічний регіон. Вони відомі під загальною назвою «Десять царств».

### У
Царство У (902—937) розташовувалося на території нинішніх провінцій Цзянсу, Аньхой і Цзянсі. Його засновником став Ян Сінмое, колишній військовим губернатором при династії Тан з 892 року. Столицею У спочатку було місто Гуанлін (нині Янчжоу), а згодом Цзіньлін (нинішній Нанкін). Царство впало в 937 році в результаті військового перевороту, організованого засновником царства Південна Тан.

### У Юе
Царство У Юе — одне з найбільш довговічних (907—978 роках) і могутніх царств цього періоду в Південному Китаї. У Юе відрізнялося високим рівнем освіти і культури. Його заснував Цянь Лю, який зробив своєю столицею місто Сіфу (нині Ханчжоу). Воно займало в основному територію сучасної провінції Чжецзян, а також південні райони Цзянсу. Цянь Лю отримав титул Юе-вана від імператора династії Тан в 902 році; титул У-вана був наданий йому в 904 році. Після падіння династії Тан він проголосив себе незалежним царем У Юе. Царство У Юе зберігало незалежність до вісімнадцятого року династії Сун, коли Цянь Шу добровільно підкорився расширявшейся імперії.

### Мінь
Царство Мінь (909—945) було засновано Ваном Шеньчжу, який запевнив себе Мінь-Ваном в 909 р незабаром після падіння династії Тан. Тільки в 933 році його син формально проголосив себе імператором Мінь і посмертно присвоїв своєму батькові титул імператора-засновника. Царство Мінь знаходилося в провінції Фуцзянь зі столицею в Чанле (нині Фучжоу). Один із синів Вана Шеньчжу в 943 році проголосив незалежну державу Інь на північному заході території Мінь. Коли Минський двір звернувся за допомогою до Південної Тан, могутній сусід скористався нагодою, щоб приєднати Інь до себе. Незважаючи на визнання царством Мінь васальної залежності від У Юе, Південна Тан захопила всю його територію в тому ж 945 році.

### Південна Хань
Царство Південна Хань (917—971) було засновано в Гуанчжоу (Кантоні) Лю Янем. Його батько Лю Інь отримав призначення на посаду губернатора провінції від танського двору. Царство включало в себе провінцію Гуандун і більшу частину Гуансі.

### Чу
Царство Чу (927—951) було засновано Ма Інем зі столицею в місті Чанша. Держава займало територію провінції Хунань і північний схід Гуансі. Ма Інь отримав призначення на посаду регіонального військового губернатора від уряду Тан в 896 році, а після падіння Тан в 907 році проголосив себе Чу-Ваном. Його статус царя Чу був підтверджений династією Пізня Тан в 927 році. Царство Чу було знищено Південної Тан в 951 році, а царська сім'я переселена в столицю Південної Тан р Нанкін.

### Цзіннань (або Наньпін)
Найменше з південних царств, Цзіннань (924—963), було засновано Гао Цзічаном. Воно розташовувалося в Цзянліне і включало в себе, крім того, ще два округи на північний захід від нинішнього Ухань в Хубеї. Гао Цзічан перебував на службі у династії Пізня Лян, яка змінила династію Тан на півночі Китаю. Його наступники привласнили собі титул царів Наньпін в 924 році після падіння Пізньої Лян. Це було маленьке і слабке царство, якому доводилося підтримувати хороші відносини з усіма П'ятьма династіями. Царство Цзіннань було захоплено сунского військами в 963 році.

### Рання Шу
Царство Рання Шу (907—925) було засновано після падіння династії Тан Ван Цзянем, який заснував свій двір в Ченду. Царство контролювало більшу частину нинішньої Сичуані, західний Хебей і деякі райони на півдні Ганьсу і Шеньсі. Ван Цзянь був призначений на посаду військового губернатора західної Сичуані в 891 році. Царство припинило своє існування, коли нездатний син і наступник Ван Цзянь капітулював перед наступаючими військами Пізньої Тан в 925 році.

### Пізня Шу
Пізня Шу (935—965) — по суті, відродження попереднього царства Рання Шу, яке було знищено десять років тому династією Пізня Тан. Скориставшись занепадом Пізньої Тан, Мен Чжисян зумів повернути незалежність Шу. Як і Рання Шу, нове царство мало столицею Ченду і контролювало приблизно ту ж територію. Пізня Шу вела цілком благополучне існування до 965 році, коли була змушена підкоритися наступаючим військам династії Сун.

### Південна Тан
Царство Південна Тан (937—975 роках) змінило царство У, після того як Лі Бянь здійснив військовий переворот в 937 році Розширюючи початкову територію царства У, воно послідовно приєднав до себе Інь, Мінь і Чу, заволодівши на вершині своєї могутності територією сучасного південного Аньхоя, південній Цзянсу, Хунани і східного Хубей. Південна Тан визнала номінальну залежність від династії Сун в 961 році, а в 975 році піддалася відкритого сунскому вторгнення і була поглинена розширюється імперією Сун.
До сих пір відомо ім'я великих художників Гу Хунчжун і Чжоу Веньцзюй, що жили в цьому царстві.

### Зміна царств
Хоча ситуація на півдні Китаю в цілому відрізнялася більшою стабільністю в порівнянні з північчю, Південний Китай теж був розідраний на частини, що ворогують між собою. Царство У постійно сварилося зі своїми сусідами, і цю традицію успадкувало яка прийшла його царство Південна Тан. У 940-х роках царства Мінь і Чу вступили в період внутрішніх криз, якими негайно скористалася Південна Тан, знищивши Мінь в 945, а Чу в 951 році. Залишки обох царств, проте, збереглися на багато років в формі префектур Цін'юань і упину. Після цих перемог Південна Тан стала поза всяким сумнівом найсильнішою державою Південного Китаю. Однак вона не змогла гідно протистояти зазіханням з боку Північної Чжоу в період 956—958 роках і була змушена поступитися всі свої володіння на північ від Янцзи.
Роль об'єднувача всього Китаю дісталася династії Сун, заснованої в 960 році Цзіннань і упину були підкорені в 963, Пізня Шу в 965 році, Південна Хань в 971, а Південна Тан — в 975 році. Нарешті, У Юе і Цін'юань підкорилися Сун в 978 році, після чого весь Південний Китай опинився під контролем центрального уряду.